# جمال‌آباد (مزایجان)
جمال‌آباد روستایی در دهستان سروستان بخش مزایجان شهرستان بوانات استان فارس ایران است.

## جمعیت
بر پایه سرشماری عمومی نفوس و مسکن در سال ۱۳۹۵ جمعیت این روستا کمتر از ۳ خانوار بوده‌است.